# IC 5354-2
IC 5354-2 — галактика типу S0-a (спіральна галактика) у сузір'ї Скульптор.
Цей об'єкт міститься в оригінальній редакції індексного каталогу.